# Новоалексієвка (Грачовський район)
Новоалексі́євка (рос. Новоалексеевка) — село у складі Грачовського району Оренбурзької області, Росія.

## Населення
Населення — 95 осіб (2010; 101 у 2002).
Національний склад (станом на 2002 рік):
- росіяни — 91 %